# Українська Народна Республіка Рад
Украї́нська Наро́дна Респу́бліка Рад — радянська республіка у складі РСФРР, проголошена у Харкові 12 (25) грудня 1917. Другий всеукраїнський з'їзд рад робітничих, солдатських та селянських депутатів, який проходив 17–19 березня 1918 року, проголосив незалежність УНР Рад.

## Назва
В історіографії на позначення влади більшовиків в УНР використовуються такі назви:
- Українська Народна Республіка Рад робітничих, селянських, солдатських і козацьких депутатів (рос. Украинская Народная Республика Советов рабочих, крестьянских, солдатских и казачьих депутатов)[2].
- Радянська Українська Народна Республіка (Радянська УНР, РУНР)[2][3];
- Українська Народна Радянська Республіка (УНРР)[2];
- Українська Народна Соціалістична Республіка (УНСР)[2].

## Історія
9 (22) грудня 1917 року червоногвардійські загони під командуванням Володимира Антонова-Овсієнка, надіслані Радою народних комісарів Радянської Росії на початку радянсько-української гібридної війни, окупували без бою губернське місто зниклої Російської імперії Харків, яке лідери Української Центральної Ради вважали українським та що його територія належить до проголошеної Української Народної Республіки — автономії у складі Російської республіки. Для Радянської Росії Харків та харківський регіон мав надзвичайно важливе стратегічне значення, оскільки забезпечував контроль за Донбасом, Кримом і портами на Чорному морі.
11 (24) грудня 1917 року, за ініціативи більшовиків, у місті розпочав роботу Всеукраїнський з'їзд рад. 12 (25) грудня, який проголосив утворення автономної Української Народної Республіки Рад зі столицею в Харкові як суб'єкта федерації радянської Російської республіки. Керівним органом новопроголошеної автономії став Центральний виконавчий комітет радянської України. Харківський з'їзд зіграв роль альтернативного заходу щодо київського з'їзду рад, який підтримав ворожу більшовикам та більшовицькій Радянській Росії Українську Народну Республіку на чолі з Центральною Радою.
13 (26) грудня 1917 року відбулося перше засідання Центрального виконавчого комітету, на якому обрали президію і комісії. Головою комітету став лівий есдек Юхим Медведєв. Тоді ж була відправлена телеграма Раді народних комісарів про прийняття на себе всієї повноти влади в Україні. На цьому ж засіданні було створено перший радянський уряд України, який за постановою ЦВК від 14 (27) грудня 1917 року став називатися Народним секретаріатом.
13 (26) грудня — 17 (30) грудня 1917 року Центральний виконавчий комітет радянської України виконав рішення харківського з'їзду. Він прийняв декрети, ухвалені Радою народних комісарів РСФСР: про землю, про робітничий контроль над виробництвом, про поліпшення прав міських самоуправлінь, про права народів, про демократизацію армії. Також уряд більшовиків України скасував запроваджену Центральною Радою заборону на вивезення хліба до Росії, де починався голод, що був тоді реальною загрозою повалення більшовицької влади.
17 (30) грудня 1917 року Всеукраїнський центральний виконавчий комітет проголосив маніфест про скинення влади Української Центральної Ради і Генерального секретаріату. 25 грудня 1917 (7 січня 1918) року російські збройні формування під командуванням есера Михайла Муравйова, начальника штабу «революційної армії» Володимира Антонова-Овсієнка, розпочали наступ на Київ. Існування в Україні двох центрів влади — київського і харківського — давало змогу Уряду Радянської Росії формально залишатись осторонь війни, представивши її як внутрішній конфлікт.

Прапор Української Народної Республіки Рад

Після підписання Берестейського договору 27 січня (9.02) 1918 року радянська УНР втратила підтримку РСФСР і залишилася беззахисною перед союзними Центральними державами. В радянський історії РСФСР цей крок було прийнято пояснювати необхідністю тимчасової реорганізації збройних сил.
17-19 березня 1918 року Українська Народна Республіка Рад була формально проголошена незалежною республікою зі столицею у Харкові, де знаходився революційний уряд (Народний Секретаріат).
За підсумками II Всеукраїнського з'їзду Рад робітничих, селянських і солдатських депутатів який проходив з 15 по 19 березня в Катеринославі було ухвалено Резолюцію про «Про державний устрій» в ній повідомлялася що Українська Народна Республіка Рад оголошується федеративною республікою. А усі адміністративні утворення на території України в межах III і IV Універсалів УЦР стають автономною частиною Української Радянської Республіки.
|  | Прагнучи об'єднати для боротьби з контрреволюційній Центральною радою всіх трудящих на всій території України, заволодіти якою прагне Центральна рада, тобто Україна в рамках 3-го і 4-го Універсалів, трудящі маси України розглядають Українську Радянську Республіку як республіку федеративну, що об'єднує всі радянські об'єднання - вільні міста і республіки, як автономні частини Української Федеративної Радянської Республіки. |

Також у резолюції говорилося що Українська Радянська Республіка оголошується самостійною республікою, не пов'язаною федеративно з РРФСР.
В даний час мирний договір, насильством нав'язуваний німецьким імперіалізмом Російської Федерації, формально припиняє федеративну зв'язок України з усією Радянської Федерацією. Українська Народна Республіка стає самостійною Радянською Республікою. Але по суті відносини радянських республік залишаються колишніми.
У березні 1918 року усі радянські республіки об'єдналися в Українську Радянську Республіку зі столицею у Харкові та революційним урядом — Народним Секретаріатом.
Однак без збройної підтримки з боку радянської Росії, яка була припинена невдовзі після укладення нею Брестського мирного договору, ситуація для Української Радянської Республіки складалася несприятливо, і, з огляду на зайняття території України українсько-німецькими військами, 18 квітня в Таганрозі Народний секретаріат було реорганізовано в Бюро для керівництва повстанською боротьбою у тилу окупантів, а ЦВК радянської України припинив діяльність.
Зазнавши повної поразки в весняних боях 1918 року, РРФСР визнала УНР, підписавши 12 липня 1918 року прелімінарний мир та вивела свої війська з території України.

## Влада

Євгенія Бош.

Головним керівним органом радянської республіки був Центральний виконавчий комітет. Функції уряду виконував Народний секретаріат, лідером якого вважали Євгенію Бош. Він складався з 13-ти секретарств, що відповідали міністерствам і очолювалися народними секретарями. Перший склад уряду, затверджений Центральним виконавчим комітетом 14 (27) грудня 1917 року був таким:
| Секретарство                       | Секретар              | Партія     | Національність | Місце народження                                                           | Репресований                                   |
| ---------------------------------- | --------------------- | ---------- | -------------- | -------------------------------------------------------------------------- | ---------------------------------------------- |
| у справах торгівлі і промисловості | Федір Сергєєв         | більшовик  | росіянин       | Глєбово, Курська губернія                                                  | смерь до реперсій (катастрофа у 1921 р.)       |
| у справах фінансів                 | Володимир Ауссем      | більшовик  | німець         | Орел, Російська імперія                                                    | розстріляний 1937 р.                           |
| у внутрішніх справах               | Євгенія Бош           | більшовик  | німкеня        | Аджігіолd, Анчекрак-Іллінська волость, Одеський повіт, Херсонська губернія | смерть до репресій (самогубство у 1925 р.)     |
| у справах праці                    | Микола Скрипник       | більшовик  | українець      | Ясинувата, Бахмутський повіт, Катеринославська губернія                    | доведення до самогубства 1933 р.               |
| у справах освіти                   | Володимир Затонський  | більшовик  | українець      | Лисець, Лисецька волость, Ушицький повіт, Подільська губернія              | розстріляний у 1938 р.                         |
| у міжнаціональних справах          | Сергій Бакинський     | більшовик  | єврей          | Рига, Ліфляндська губернія                                                 | розстріляний у 1939 р.                         |
| у продовольчих справах             | Еммануїл Лугановський | більшовик  | єврей          | Одеса, Херсонська губернія                                                 | заарештований у 1938 р. розстріляний у 1940 р. |
| у судових справах                  | Володимир Люксембург  | більшовик  | єврей          | Санкт-Петербург                                                            | ні. помер у 1971 р.                            |
| у військових справах               | Василь Шахрай         | більшовик  | українець      | Харківці, Пирятинський повіт, Полтавська губернія                          | смерть до репресій у 1920 р.                   |
| керуючий справами                  | Георгій Лапчинський   | більшовик  | українець      | Царське Село, Санкт-Петербурзька губернія                                  | заарештований у 1936 р. розстріляний у 1938 р. |
| землеробства                       | Євген Терлецький      | лівий есер | українець      | Лозовий Яр, Пирятинський повіт, Полтавська губернія                        | розстріляний у 1938 р.                         |

Посади народних секретарів пошт, телеграфів та шляхів сполучення тимчасово були вакантними.
30 грудня 1917 (12 січня 1918) року Василь Шахрай був замінений українцем-більшовиком Юрієм Коцюбинським. 6 (19) січня 1918 року його було призначено Головнокомандувачем військ Радянської України.

## Прапор УНРР
Перша згадка про використання об'єднаного прапора національного жовто-блакитного і червоного революційного відносяться до 19 травня 1917 року, так в газеті Нова Рада в статті Українська маніфестація в Харкові писалося:
«О 10 г. на Соборній площі почало сходитися з музикою військо під червоно-блакитно-жовтими прапорами і разом з тим —на Миколаївський площі — робітники під червоними прапорами.»
Друга згадка міститься у спогадах Дмитра Дорошенка щодо його відвідин Юрка Коцюбинського у Києві у лютому 1918 року: «Над будинком висів червоний прапор, але в куточку, зверху біля древка були нашиті дві смужки — жовта й блакитна».

## Адміністративний поділ
Українська Радянська Республіка формально претендувала на Київську, Подільську, Волинську, Полтавську, Чернігівську, Харківську, Катеринославську губернії, а також на північну частину Таврійської губернії. При цьому член ЦВК України Кулик Іван у своїх спогадах писав:
… сфери поширення влади були нерівні: у буржуазної Київської Центральної Ради була майже вся Україна, в той час як у Радянського органу влади Харківської Більшовицької Ради (як прозвали в масах Цент. Вик. Ком. Рад.) був лише Донецький і Криворізький водозбори — невелика, хоч і найбільш промислова частина України.
Таким чином на момент створення Української Радянської Республіки владу ВУЦВК поширювалася на територію таких адміністративних одиниць:
- Харківська губернія;
- Катеринославська губернія;
- два повіти Херсонської губернії -
  - Херсонський повіт,
  - Олександрійський повіт.

При цьому Народний секретаріат був визнаний єдиною владою на території:
- Київська губернія
- Подільська губернія — Тарногродський Микола Павлович (23.10(5.11).1917 — 1918)
- Волинська губернія
- Полтавська губернія — Вагранська (Робсман) Антоніна Іллівна (12 (25).01 — 1918), Алексєєв Микита Олексійович (2.1918), Заливчий Андрій Іванович (2 — 3.1918).
- Чернігівська губернія — Соколовська Софія Іванівна (19.1 — 12.3.1918)

Донецько-Криворізька Радянська Республіка
- Харківська губернія
- Катеринославська губернія

Радянська Соціалістична Республіка Тавриди
- Таврійська губернія

Одеська радянська республіка
- Херсонська губернія — Скляр Йосип Самсонович (2 — 3.1918)
- Бессарабська губернія — Мелешин Яків Денисович (11.1917 — 3.1918)

## Збройні сили

Прапор флоту Української Народної Соціалістичної Республіки, квітень 1919.

Українська Народна Республіка Рад, крім сформованих в Україні червоногвардійських загонів, не мала достатньо своїх власних сил, тому покладалась в українсько-радянській війні на підтримку російських більшовицьких формувань.
10 (23) січня 1918 року у Харкові більшовиками на базі 2-го українського запасного полку було сформовано першу українську радянську армійську бойову одиницю — 1-й полк Червоного козацтва під командуванням Віталія Примакова. Він брав участь в боях на Лівобережжі і під Києвом проти військ Центральної Ради. Проте після підписання Берестейського миру армія Української Народної Республіки та союзні їй німецько-австрійські війська, просуваючись з боями на схід, відкинули червоні частини до Донбасу.
У травні 1918 року українські радянські військові формування загальною чисельністю близько 30 тисяч чоловік під офіційною назвою «Українська радянська армія» (головнокомандувач Антонов-Овсієнко В. О.) змушені були відійти з території Української Держави в «нейтральну зону» між Українською Державою та Радянською Росією чи на територію Радянської Росії, де були формально інтерновані. Значна частина з них (5-а українська армія під командуванням Ворошилова К. Є.) була передислокована в Царицин, де відіграла значну роль в обороні міста від донських козаків.
«Червоні козаки» Віталія Примакова були тимчасово перейменовані на 1-й катеринославський повстанський загін, базувалися у «нейтральній зоні», здійснюючи рейди на територію України.
Українські радянські формування, які влітку 1918 року перебували в «нейтральній зоні», восени 1918-го стали основою для формування 1-ї та 2-ї українських повстанських дивізій та створення на початку 1919 року регулярної Української радянської армії Збройних сил Української СРР, яка в оперативному відношенні підпорядковувалась військовому командуванню РРФСР.

## Оцінки
Володимир Затонський, народний секретар у справах освіти радянської України:
|  | Називали себе урядом, та самі до того ставилися трохи гумористично. Та й насправді: який же з нас уряд без армії, фактично без території, бо навіть Харківська рада нас не визнавала. Апарату жодного... |

Василь Шахрай, народний секретар у військових справах радянської України, у розмові з Георгієм Лапчинським:
|  | ...Що це за уряд український, що його члени зовсім не знають і не хочуть знати української мови? Що не тільки не користуються жодним впливом серед українського суспільства, але воно навіть й не чуло раніше їхніх прізвищ? Що я за «військовий міністр», коли всі українізовані частини в Харкові мені доводиться роззброювати, бо не хочуть іти за мною на оборону радянської влади? За єдину військову підпору для нашої боротьби проти Центральної Ради ми маємо лише військо, що привів на Україну з Росії Антонов і що на все українське дивиться, як на вороже, контрреволюційне?... |

На думку історика Івана Рибалка:
|  | …проголошення харківського зібрання Всеукраїнським з'їздом рад, на якому було представлено менше третини рад, що тоді існували в Україні, не можна вважати легітимним. Через це й проголошення влади рад, утворення уряду, який майже цілком складався з більшовиків, теж не мало належних правових основ, тим більше, що на виборах до Всеросійських установчих зборів у листопаді 1917 р. за більшовиків проголосувало всього 10% українських виборців. ЦВК рад України і народний Секретаріат фактично були створені з волі Леніна для того, щоб виправдати й узаконити їхню війну проти УНР, Центральної Ради, зобразити її як внутрішню боротьбу революційних сил проти «буржуазної» політики Центральної Ради в українському суспільстві за встановлення радянської влади. До радянського уряду, в якому було тільки три українці (Скрипник, Затонський, Терлецький) входили люди, невідомі широким масам українського народу... Щоб видавати радянську владу в Україні за українську, більшовики перехопили й назву «Української Народної Республіки», а уряд назвали фактично за прикладом Генерального Секретаріату Народним Секретаріатом. Оголосили Україну федеративною частиною Росії, а федерального уряду там не було: радянська «УНР» фактично була адміністративним краєм, її органи влади виконували розпорядження Раднаркому Росії і, передусім, директиви ЦК РСДРП(б). |